# 沼倉裕
沼倉 裕（ぬまくらゆう、1982年（昭和57年） - ）は、秋田県 雄勝郡雄勝町秋ノ宮（現・湯沢市秋ノ宮）出身の実業家。ミクウガジャパン株式会社代表取締役。

## 著書
- 『人生のズレを修正するために今すべきこと』（角川フォレスタ、2014年1月24日）[2]
- 『ソーシャル有名人になるためのマーケティング術』（ゴマブックス株式会社、2013年7月1日）